# Septentrinna yucatan
Septentrinna yucatan är en spindelart som beskrevs av Alexandre B. Bonaldo 2000. Septentrinna yucatan ingår i släktet Septentrinna och familjen flinkspindlar. Inga underarter finns listade i Catalogue of Life.